# Maruim
Maruim este un oraș în Sergipe (SE), Brazilia.